# 3690 Larson
3690 Larson је астероид главног астероидног појаса са средњом удаљеношћу од Сунца која износи 2,245 астрономских јединица (АЈ).
Апсолутна магнитуда астероида је 13,8.